# Ifor Evans, Baron Evans of Hungershall
Benjamin Ifor Evans, Baron Evans of Hungershall (* 19. August 1899 in Soho, London; † 28. August 1982 in Tunbridge Wells, Sussex) war ein britischer Literaturhistoriker, Literaturwissenschaftler und Hochschullehrer, der zwischen 1951 und 1966 Provost des University College London (UCL) war und 1967 als Life Peer aufgrund des Life Peerages Act 1958 Mitglied des House of Lords wurde.

## Leben

### Hochschullehrer, Literaturwissenschaftler und Sachbuchautor
Evans, Sohn eines aus Wales stammenden Zimmermanngesellen, absolvierte nach dem Besuch der Stationers’ Company School ein Studium der Literaturwissenschaften und Anglistik am University College London, das er 1920 mit Auszeichnung abschloss. Während seines Studiums gewann er zahlreiche Preise wie den der Early English Text Society (1920) und war auch Präsident der Union des College. Nachdem er 1921 sein Lehramtsdiplom mit Auszeichnung erhalten hatte, war er zunächst zwischen 1921 und 1924 als Lecturer für Englisch an der University of Manchester tätig und erwarb während dieser Zeit 1922 auch einen Master of Arts (M.A.) mit Auszeichnung. 1925 übernahm er eine Professur für Englisch am University College Southampton und war danach von 1926 bis 1933 Professor an der University of Sheffield, ehe er zwischen 1933 und 1944 als Professor für Englisch am Queen Mary, University of London (QMUL) lehrte.
Daneben verfasste er zahlreiche Fachbücher über Literaturwissenschaften und die englische Literatur sowie über Leben und Werk von Autoren wie John Keats, William Paton Ker und William Morris. Einige seiner Werke wurden auch in die deutsche Sprache übersetzt.
Während des Zweiten Weltkriegs war er zeitweilig zwischen 1939 und 1941 Mitarbeiter des Informationsministeriums sowie von 1940 bis 1944 Bildungsdirektor des British Council, einer 1934 gegründeten gemeinnützigen Einrichtung zur Förderung internationaler Beziehungen. Im Anschluss wurde er 1944 Nachfolger von Frederick Barton Maurice als Vorsteher (Principal) des Queen Mary College und behielt dieses Amt bis zu seiner Ablösung durch Thomas Percival Creed 1951. Während dieser Zeit fungierte er von 1946 bis 1951 auch als Vize-Vorsitzender des Kunstrates (Arts Council) sowie zwischen 1950 und 1954 als Exekutivmitglied des British Council.

### Universitätspräsident und Oberhausmitglied

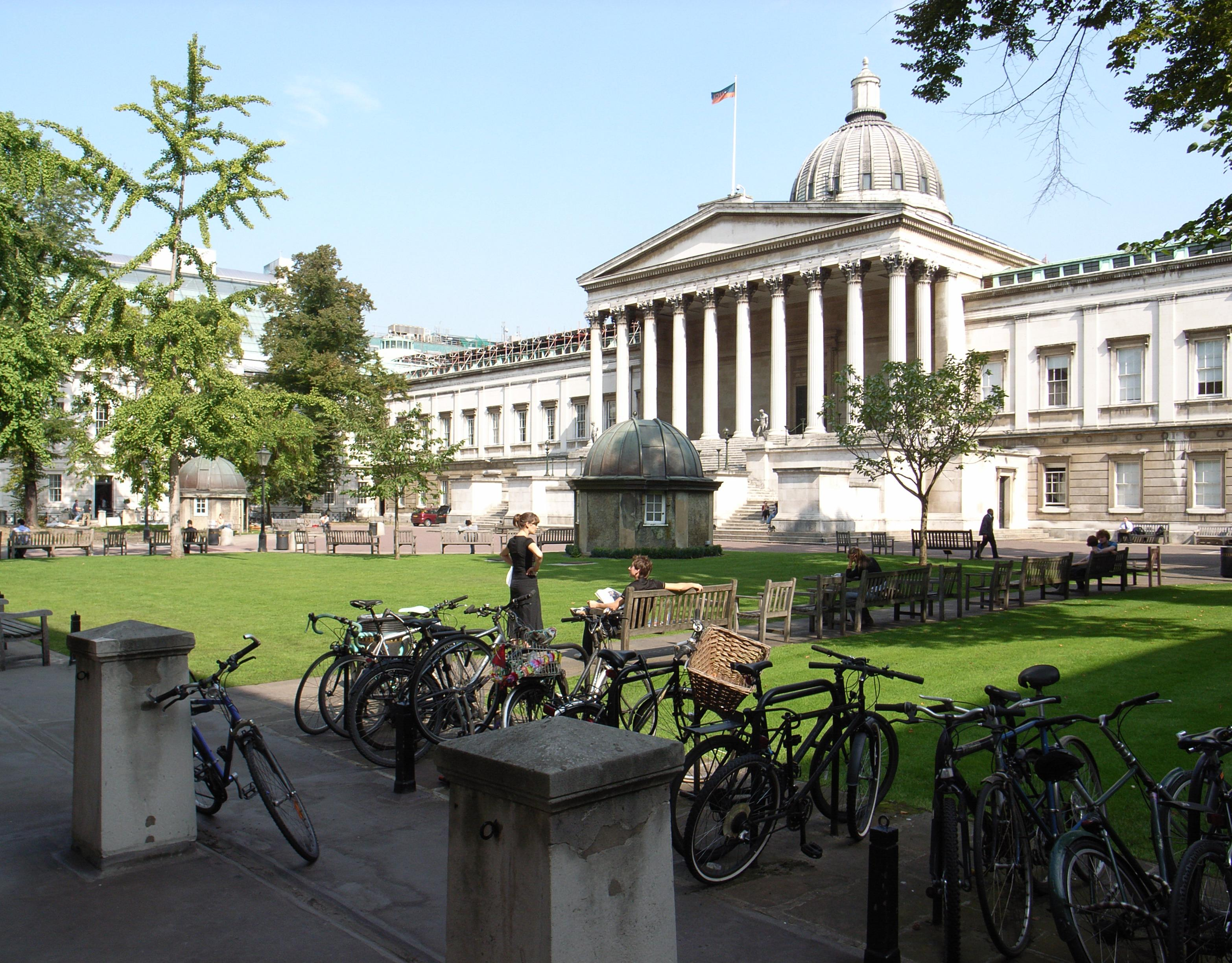
Der vordere Eingangsbereich des University College London, dessen Provost Benjamin Ifor Evans zwischen 1951 und 1966 war

1951 wurde er als Nachfolger von David Randall Pye Provost des University College London (UCL) und bekleidete diese Funktion fünfzehn Jahre lang bis zu seiner Ablösung durch Noel Annan, Baron Annan 1966.
Am 12. Juli 1955 wurde er zum Knight Bachelor geschlagen und führte seither den Namenszusatz „Sir“. Während dieser Zeit fungierte er zwischen 1957 und 1958 auch als Vorsitzender des Beratungsausschusses der Nationalen Versicherungsgesellschaft (National Insurance Advisory Committee) und war ferner zwischen 1957 und 1966 Vorsitzender des Bildungsbeirates von Thames TV, des Linguaphone Institute sowie des Observer-Trust.
Durch ein Letters Patent vom 25. August 1967 wurde Evans aufgrund des Life Peerages Act 1958 als Life Peer mit dem Titel Baron Evans of Hungershall, of the Borough of Royal Tunbridge Wells, in den Adelsstand erhoben und gehörte damit bis zu seinem Tod dem House of Lords als Mitglied an. Seine offizielle Einführung (Introduction) in das Oberhaus erfolgte mit Unterstützung durch Arnold Goodman, Baron Goodman und Mary Stocks, Baroness Stocks am 25. Oktober 1967.
Nachdem er 1974 Vizepräsident war, war er von 1975 bis 1977 Präsident der Royal Society of Literature. Des Weiteren engagierte er sich als Verwaltungsrat (Governor) des Old Vic Theatre und des Sadler’s Wells sowie als Trustee des British Museum.

## Veröffentlichungen
- William Morris & his poetry, 1925
- Keats Approach to the Chapman Sonnet, 1931
- English Poetry in the Later 19th Century, 1933
- Keats, 1934
- Selections from Wordsworth. Poetry and prose, 1935
- Jack Juggler, 1936
- The Most Virtuous and Godly Susanna: 1578, Mitautoren Thomas Garter und W. W. Greg, 1937
- In Search of Stephen Vane, 1946
- Home Study Books, Herausgeber, 1947
- Short History of the English novel, 1949
- The Arts in England, Mitautorin Mary Cecilia Glasgow, 1949
- The Use of English: Being a Primer of Direct Eglish, 1949
- English Literature Between the Wars, 1951
- W. P. Ker as a Critic of Literature, 1955
- The Language of Shakespeare’s Plays, 2. Auflage 1959
- Prospects for a Ministry of Fine Arts, 1959
- Literature and Science, 1960, Neuauflage 1969
- English literature: values and traditions, 1962
- Tradition and Romanticism: Studies in English Poetry from Chaucer to W.B. Yeats, 1964
- The Use of English, 1966
- A Short History of English Drama, 1978

in deutscher Sprache:
- Kurze Geschichte der englischen Literatur. München 1962, Neuauflagen 1976 und 1983, ISBN 3-406-09324-8